# Мікаіл Фає
Мікаіл Нгор "Міка" Фає (фр. Mikayil Ngor "Mika" Faye, нар. 14 липня 2004, Седіу, Сенегал) — сенегальський футболіст, центральний захисник французького клубу «Ренн» та національної збірної Сенегалу.

## Ігрова кар'єра

### Клубна
Мікаіл Фає починав займатися футболом у сенегальському клубі «Діамбарс». У 2022 році він перебрався до Європи, де повний сезон провів, граючи в команді Другого дивізіону Хорватії «Кустошия».
Влітку 2023 року Фає перейшов до молодіжного складу «Барселони», де підписав контракт до 2027 року. В «Барселона Б» футболіст провів повний сезон в Третьому дивізіоні чемпіонату Іспанії, граючи на позиції центрального захисника.
В серпні 2024 року Фає перейшов до французького «Ренна», з яким підписав контракт на два роки. Першу в чемпіонаті Франції футболіст провів 27 вересня 2024 року, коли вийшов на заміну у матчі з «Парі Сен-Жермен».

### Збірна
У 2019 році в складі збірної Сенегалу (U-17) Мікаіл Фає брав участь у юнацькому чемпіонаті світу в Бразилії.
22 березня 2024 року у товариському матчі проти команди Габону Мікаіл Фає дебютував у складі національної збірної Сенегалу. В тому ж матчі футболіст відзначився забитим голом.